# Can Font (Canet de Mar)
Can Font és una obra de Canet de Mar (Maresme) protegida com a Bé Cultural d'Interès Local.

## Descripció
Es tracta d'un edifici entre mitgeres de planta baixa i dos pisos. A la planta baixa trobem la porta d'accés amb dos grans finestrals a banda i banda. Al primer pis hi ha un balcó corregut de pedra amb tres portes balconeres coronades amb una motllura en forma de frontó. Al segon pis també hi ha balcons, però independents l'un de l'altre amb baranes de ferro. La casa està coronada amb una balustrada. Destaca l'ús de la pedra de Girona treballada amb relleus en forma de fulla de palma. Això i el fet que es tracta d'una construcció de cert refinament indica que el propietari original fou un "americano".